# Marie Guenet de Saint-Ignace
Mère Marie Guenet de Saint-Ignace, est une religieuse hospitalière de l’ordre des Augustines de la Miséricorde de Jésus, née à Rouen le 28 octobre 1610 et morte le 5 novembre 1646  à l’Hôtel-Dieu de Québec. 

## Vie
Fille de Roger Guenet, conseiller au parlement et d’Anne Desloges, elle prononce ses vœux solennels de religion au noviciat de Dieppe le 19 mars 1628.
Âgée de 29 ans, elle fait partie des trois religieuses de l’ordre des Hospitalières de la Miséricorde de Jésus, à Dieppe, qui quittent la France le 4 mai 1639 pour aller fonder le 1er août 1639 l’Hôtel-Dieu du Précieux Sang (mieux connu sous le nom de Hôtel-Dieu de Québec), grâce à une dotation de la duchesse d’Aiguillon et du cardinal de Richelieu. Les deux autres religieuses sont Marie Forestier de Saint-Bonaventure-de-Jésus, 22 ans, et Anne Le Cointre de Saint-Bernard, 28 ans,,,.

« En 1633, la peste sévit à Dieppe. L’hôpital est rempli. Impassible à toute représentation, Marie voit dans le fléau une invitation d’urgence au dévouement. Mais l’austérité de l’époque, jointe aux exigences de l’hospitalisation en ces temps d’épidémie, a raison des forces de la jeune moniale. Frappée d’une maladie considérée comme mortelle, elle en guérit après avoir fait le vœu de consacrer sa vie à l’assistance et à la conversion des sauvages du Nouveau Monde, si les supérieurs le permettent » »

Le 2 février 1639, quelques semaines avant le départ des hospitalières pour Québec, Marie Guenet de Saint-Ignace est élue capitulairement première supérieure de l’Hôtel-Dieu de Québec.
« Un des grands objets de la Colonie Françoise, était l’établissement d’un Hôtel-Dieu en Canada », tels sont les premiers mots de mère Jeanne-Françoise Juchereau dans son Histoire de l’Hôtel-Dieu de Québec. Et c’est en 1637 que la duchesse d’Aiguillon décide d’établir à ses dépens un Hôtel-Dieu à Québec pour venir en aide aux autochtones et colons de la Nouvelle-France. « Le Cardinal de Richelieu, son oncle, voulut entrer dans la bonne œuvre, & jusqu’à leur mort ils eurent l’un et l’autre une affection singulière pour cette Maison, ils donnèrent quinze cent livres de revenu au capital de 20000 liv. à prendre sur les coches et carosses de Soissons qui leur appartenoient », précise la mère Juchereau. Cette dotation sera augmentée, au fur et à mesure que se manifestent les besoins, au cours des années suivantes. La duchesse s’était déjà acquis la participation et l’appui des Hospitalières de Dieppe et obtenu de la Compagnie des Cent-Associés la concession de l’emplacement requis pour construire l’hôpital, au cœur de Québec, ainsi qu’un fief en banlieue de la capitale.
En effet, les Hospitalières de Dieppe « accepteroient la Fondation et se chargeroient d’envoyer des sujets en Canada pour y former la Communauté ».
Le contrat de fondation est passé le 16 août 1637 entre la duchesse d’Aiguillon et les Hospitalières de Dieppe. Le roi Louis XIII le ratifie et fonde par charte royale l’Hôtel-Dieu du Précieux Sang, premier hôpital au Canada, et en Amérique au nord du Mexique. Les conditions du contrat de fondation étaient les suivantes :
« L’Hôpital sera dédié à la mort & au Précieux Sang du Fils de Dieu, répandu pour faire miséricorde à tous les hommes, & pour lui demander qu'il applique sur l’âme de Monfeigneur le Cardinal Duc de Richelieu, & celle de Madame la Duchesse D'aiguillon, & pour tout ce pauvre peuple barbare : les Religieuses s'employeront à perpéuité à les servir ; on les engagera en les assistant à la mort, à prier pour ledit Seigneur & ladite Dame, & on dira chaque jour une Meffe à la même intention, afin qu'il y ait jusqu'à la fin du monde des créatures qui remercient Dieu des graces infinies qu'il leur a fàites ». Et pour se conformer « exactement à ces pieuses intentions », les Hospitalières « ont composé deux [oraison (liturgie)|oraisons] que la Communauté dit tous les jours, l'une après l'Office du matin, l'autre avant le service des Pauvres devant l'Autel de la Salle ».
Une épidémie de variole frappe durement les Indiens installés à la réduction de Sillery, tout près de Québec. Les augustines s’y rendent à la hâte et peinent sans relâche pendant six mois pour soulager ces malades qui, pour la majorité, mourront de ce fléau. Malgré une santé plutôt fragile, la mère de Saint-Ignace ne ménage aucune effort mais après cinq années de labeur intense, les grandes fatigues terrassent l’hospitalière et la crainte de sa mort, si jeune, sème le désarroi dans la communauté, qui survient le 5 novembre 1646. Sa biographe, Sainte-Marie-de-Chantal Martin, écrit que le père Barthélemy Vimont, s.j., dans la Relation des Jésuites de 1647, « donna cours à son appréciation et rapporta, des derniers moments de cette âme fidèle, sa « satisfaction incroyable de mourir en Canada au service de ces pauvres Barbares qu’elle aimait ». « Elle a esté également regrettée des François et des Sauvages, sa charité ayant gagné tous les cœurs », ajoute la biographe.